# 斯維什托夫
斯維什托夫（羅馬化：Svishtov）是保加利亞北部位於多瑙河右岸的小鎮，是大特爾諾沃州的第三大城市，距離索菲亞、普列文和魯塞分別為237公里、80公里和90公里。斯維什托夫是在俄土戰爭中最早解放的城市。斯維什托夫居民主要信奉東正教，經濟收益來自電子業、化學工業和農業。2009年12月，斯維什托夫有人口35,923人。斯維什托夫也是保加利亞重要的觀光地。

## 画廊

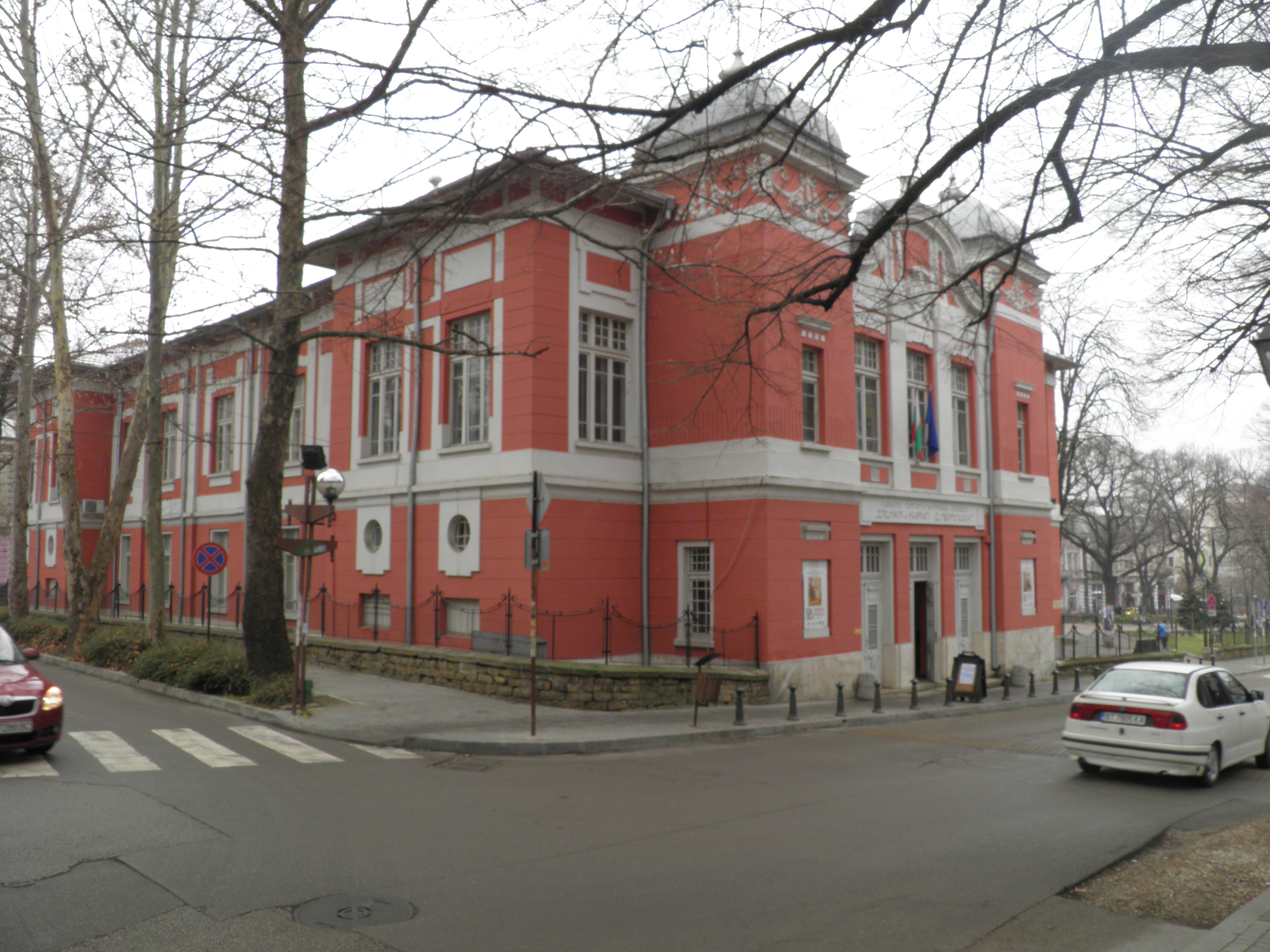
社区中心（保加利亞第一間社區中心）
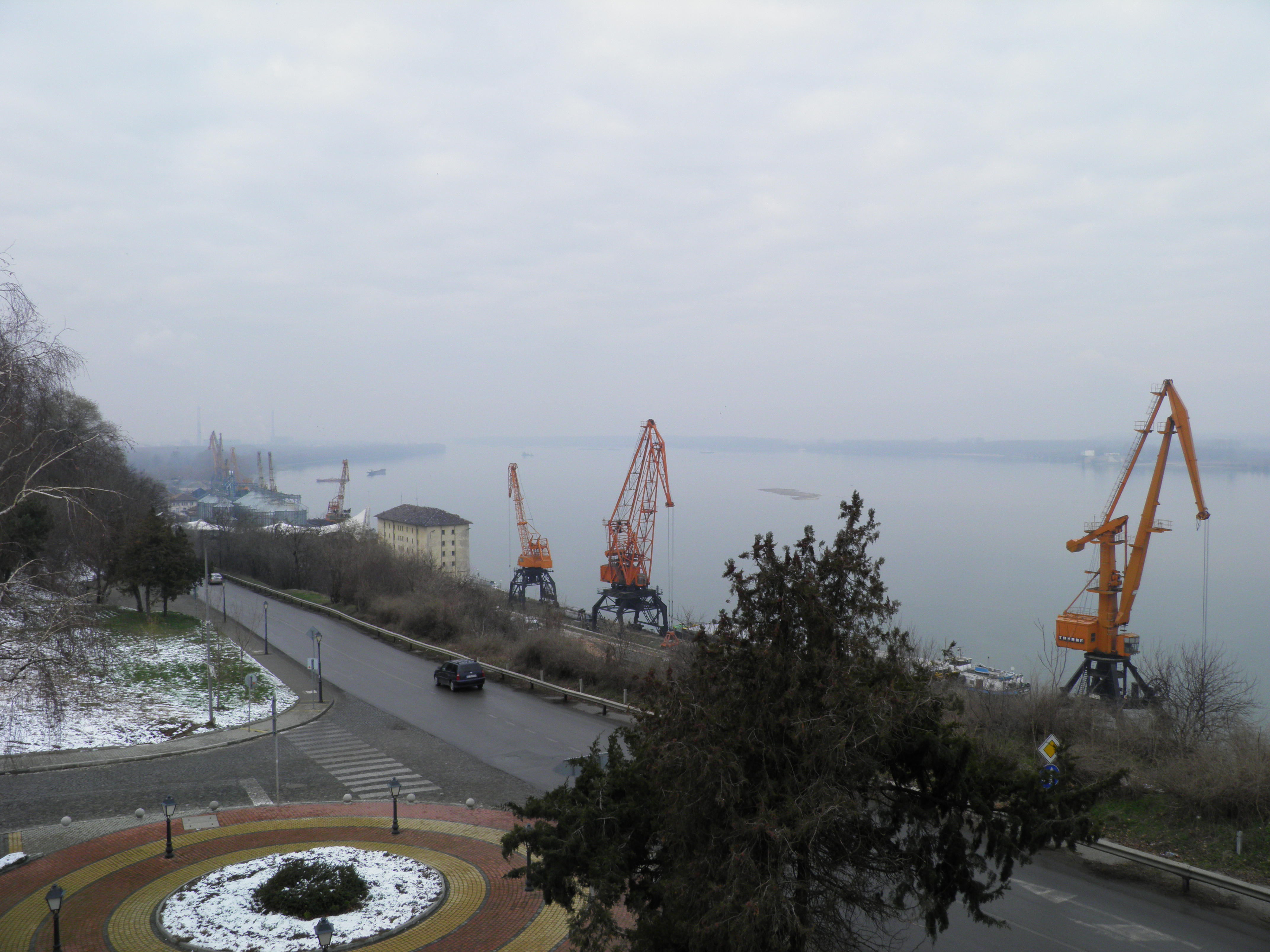
斯維什托夫港口
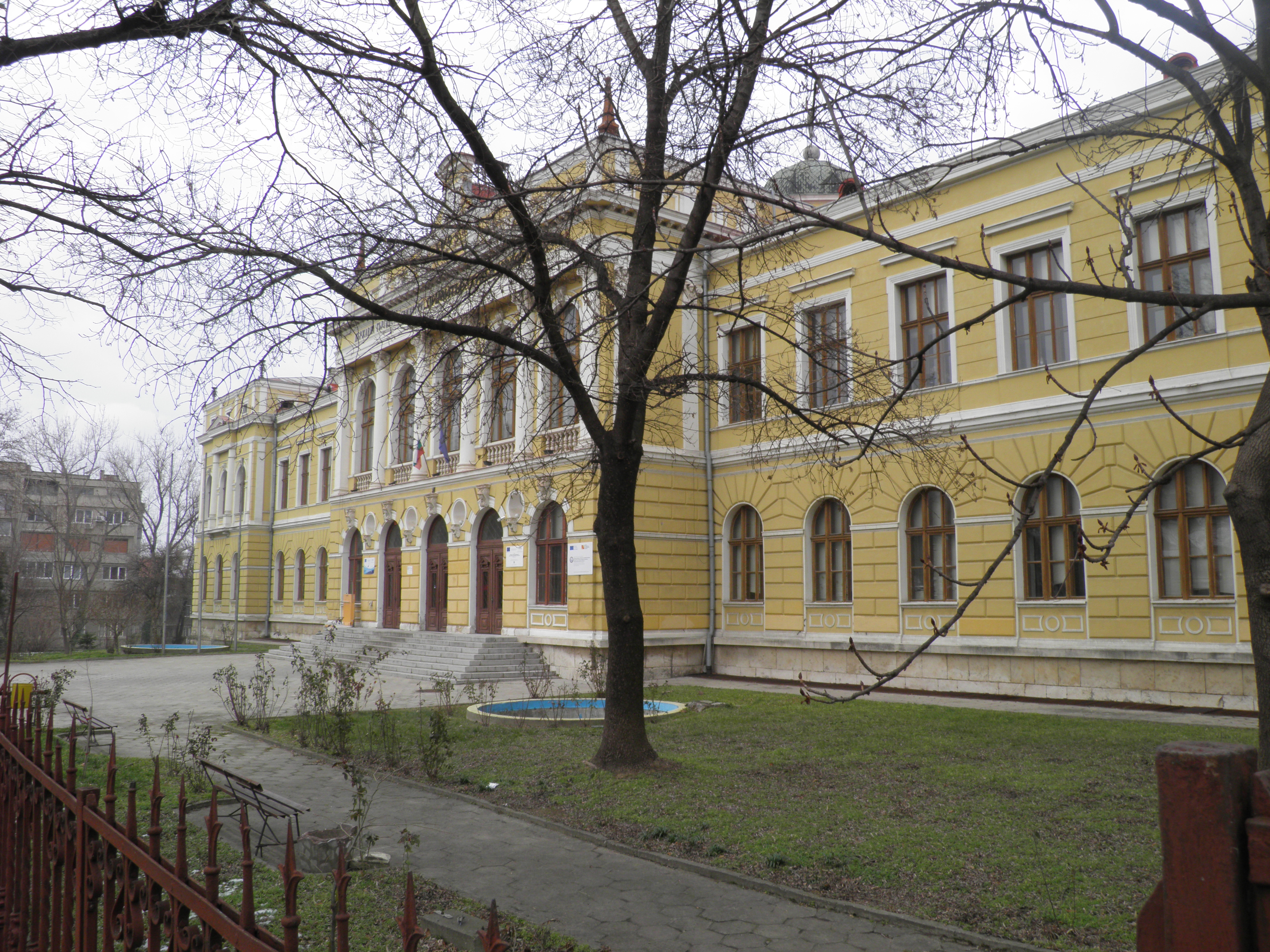
國立貿易高等學校
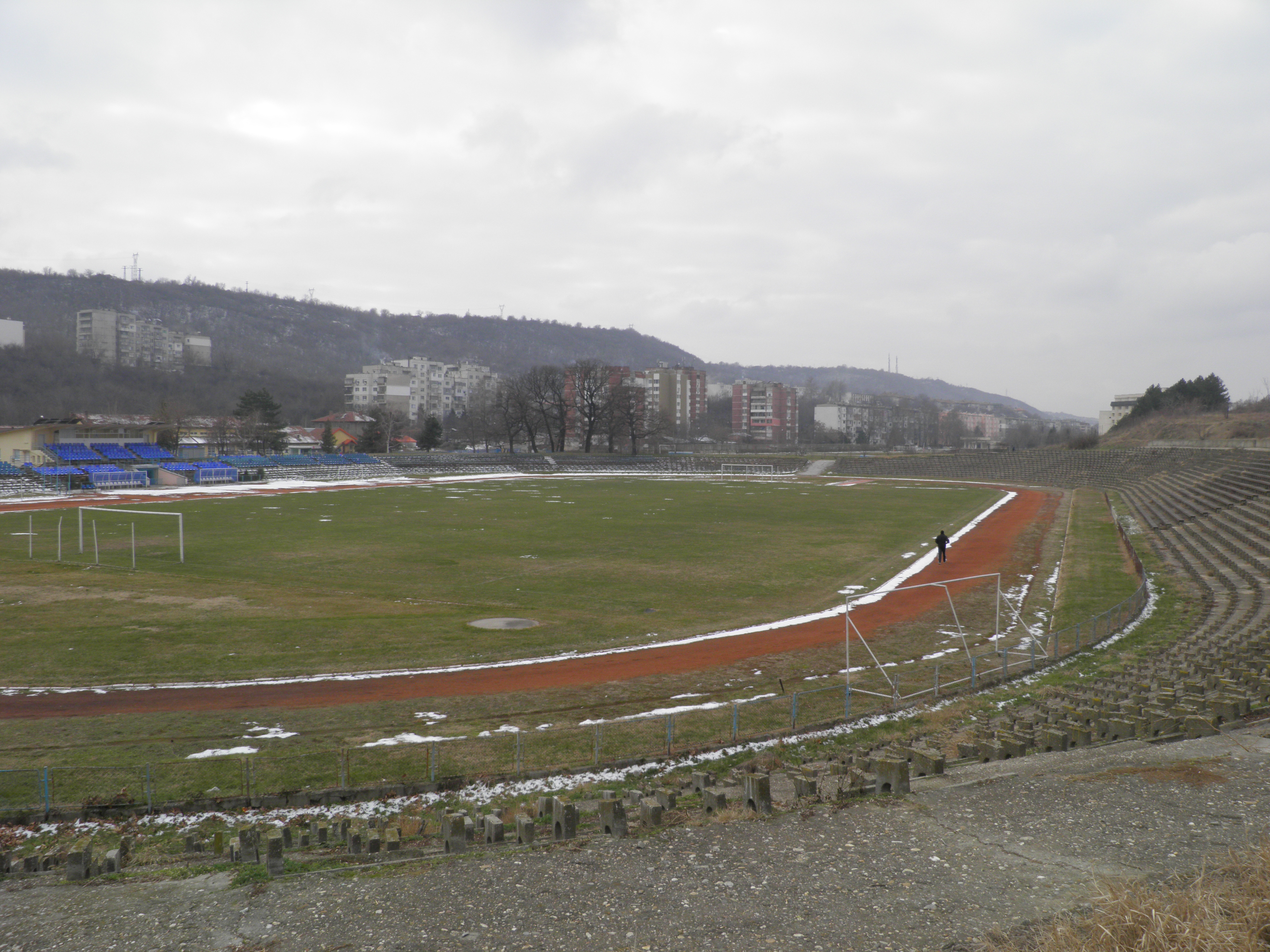
學院附屬體育場
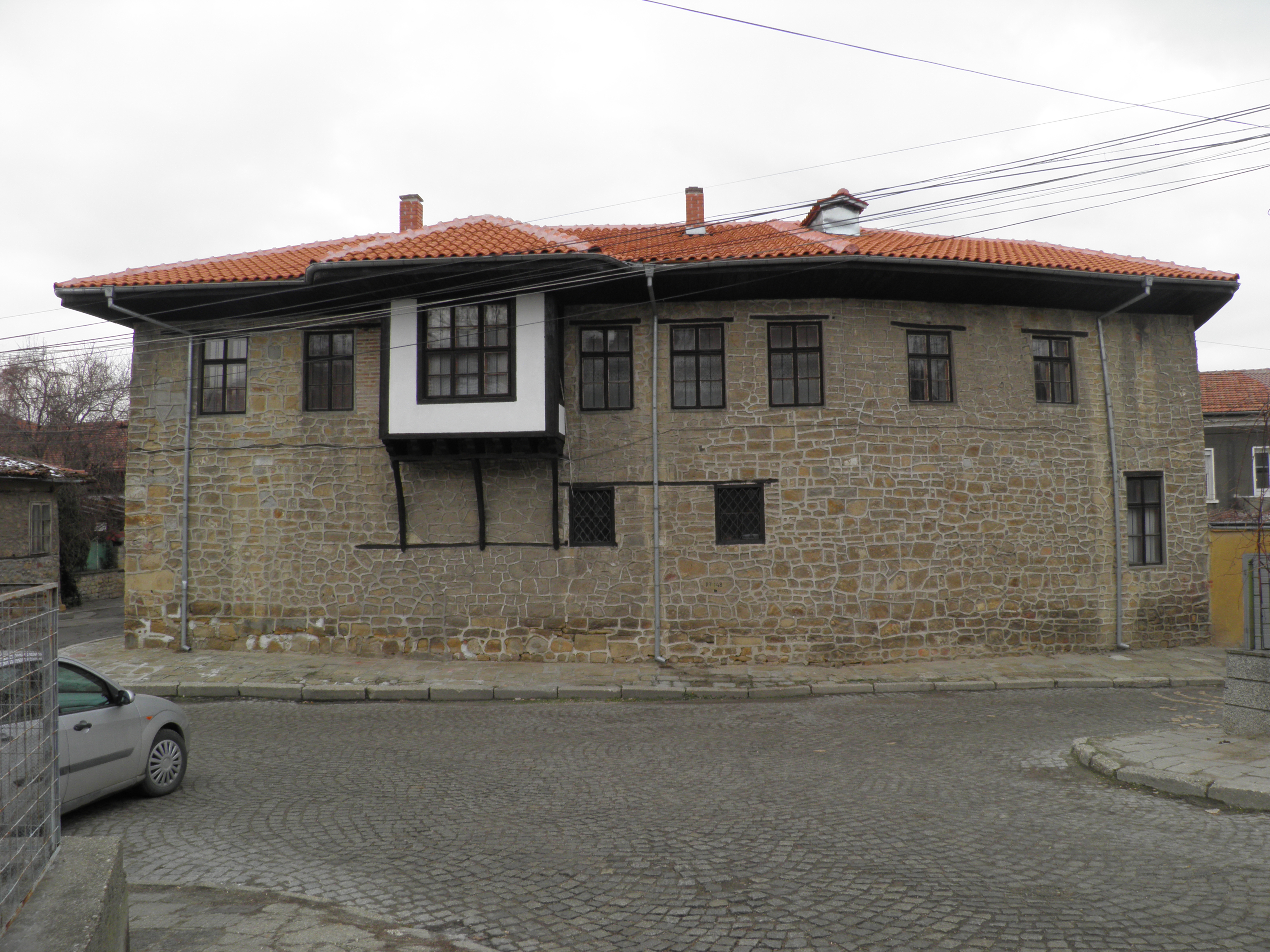
民族誌展覽館

## 外部連結
- Official website （页面存档备份，存于）
- Guide to municipality Svishtov - cites and villages （页面存档备份，存于）